# 鲁昂海事、内河航运和港口博物馆
鲁昂海事、内河航运和港口博物馆（法語：musée maritime fluvial et portuaire de Rouen）位于法国最大港口之一鲁昂，记录了鲁昂港的历史，于1999年对外开放。